# 肝付兼篤
肝付 兼篤（きもつき かねあつ）は、安土桃山時代から江戸時代初期にかけての武将。喜入肝付氏初代当主。

## 出自
喜入肝付氏は肝付氏12代・肝付兼忠の三男・兼光を祖とする庶流。

## 略歴
永禄5年（1562年）、肝付兼盛の子として生まれる。天正18年（1590年）兄・兼寛が嗣子のないまま没し、肝付家の家督は、島津家重臣伊集院忠棟の強い求めで、忠棟の三男・兼三が相続することとなる。
慶長4年（1599年）当主兼三が、実父忠棟の誅殺事件により、肝付家を離れたことで、親族間の相談により、先々代兼盛の実子・兼篤を相続者と決定し、主君・島津義久の許しと義弘、忠恒の同意を得て家督相続した。同年忠棟の嫡男・忠真が庄内の乱を起すと、義弘、忠恒の命で討伐の軍に加わる。
慶長10年（1605年）、家中で従兄弟兼秋、兼堯兄弟（叔父肝付兼有の子）による肝付家の家督相続を狙った陰謀が露見し、それを収める。
慶長14年（1609年）主君・家久の琉球出兵に従い出陣する。琉球からの帰国後、病により同年6月29日没。享年48。